# Rona Pondick
Rona Pondick, née le 8 avril 1952 à Brooklyn, est une sculptrice américaine de style surréaliste. 